# Администрация транспортной безопасности (США)
Администрация транспортной безопасности (англ. Transportation Security Administration, TSA) является агентством Министерства внутренней безопасности (Department of Homeland Security), обеспечивающим безопасность пассажиров в Соединенных Штатах.

АТБ была создана в рамках Закона об авиации и безопасности на транспорте, поддержанного Доном Янгом в Палате представителей США и Эрнестом Холлингсом в Сенате, принятого 107-м Конгрессом США, и подписанного президентом Джорджем Бушем 19 ноября 2001 года. Созданная как часть Министерства транспорта Соединенных Штатов, АТБ была перенесена в Министерство внутренней безопасности 9 марта 2003 года.

## История и организация
АТБ была создана в ответ на террористические акты 11 сентября 2001 года. Её первый администратор Джон Мэгоу (англ. John Magaw) был назначен президентом Бушем 10 декабря 2001 года и утверждён Сенатом в январе следующего года. Сторонники Агентства, в том числе министр транспорта Норман Минета, утверждали, что единое федеральное агентство будет лучше защищать воздушные путешествия, чем частные компании, которые действовали по контракту с отдельными авиакомпаниями или группами авиакомпаний, использующих данный терминал.
Организации была поручена разработка политики безопасности американской транспортной системы, особенно в области защиты аэропортов и предотвращения захвата самолётов.
Совместно с партнёрами на уровне штатов, а также местными и региональными, АТБ курирует безопасность автомобильных дорог, железных дорог, автобусов, систем общественного транспорта, трубопроводов и портов. Тем не менее, деятельность АТБ сосредоточена на авиационной безопасности. АТБ отвечает за досмотр пассажиров и багажа в более чем 450 аэропортах США.
Частный скрининг не исчез с приходом АТБ, которая позволяет аэропортам отказываться от федерального скрининга и нанимать частные организации для выполнения этой работы. Такие организации должны получить одобрение АТБ в рамках программы Screening Partnership Program (SPP) и выполнять процедуры АТБ. Аэропорты США, чьи контрольно-пропускные пункты обслуживаются частными компаниями: Международный аэропорт Сан-Франциско, Международный аэропорт Канзас-Сити, Международный аэропорт Greater Rochester, Региональный аэропорт Tupelo, Международный аэропорт Key West, Окружной аэропорт Sonoma имени Charles M. Schulz и Аэропорт Джексон Хоул.